# Liceo ginnasio statale Giambattista Vico
Il liceo ginnasio statale "Gian Battista Vico" è uno storico istituto scolastico di Napoli che si trova in via Salvator Rosa, 117, nel quartiere Montecalvario-Avvocata ed è dedicato al filosofo Giambattista Vico.

## Storia
Il liceo "Gian Battista Vico", il quarto della città di Napoli in ordine di fondazione, fu istituito con Regio Decreto 1º luglio 1894. Fino al 1925 la sede fu in Piazza del Gesù, nei locali che attualmente ospitano la scuola media "Ugo Foscolo". Nel 1926 il liceo fu trasferito in piazzetta San Gennaro a Materdei, presso il ritiro di "San Gennaro dei Cavalcanti", nell'area dove è ubicata la "Casa dello Scugnizzo", e infine nel 1932 nella sede attuale.
Tra gli anni sessanta e novanta il "Vico" fu molto attivo sulla scena politica napoletana: in quegli anni, infatti, si svilupparono al suo interno numerosi gruppi politici, vicini alle ideologie della sinistra radicale, che ebbero un ruolo importante nelle lotte studentesche. Durante le proteste degli studenti dei primi anni novanta (movimento della pantera), il "Vico" fu il primo istituto scolastico di Napoli ad essere occupato e teatro di scontri, spesso anche violenti, tra opposti gruppi politici.
L'aula magna del liceo è stata dedicata alla memoria del suo ex alunno Giancarlo Siani, ucciso dalla camorra nel 1985.

## Edificio
L'edificio del liceo "Vico" riveste importanza storica, in quanto le strutture originarie risalgono al XVI secolo. Proprietà della famiglia Brayda, fu ceduto nel 1693 ad una comunità monacale dell'ordine religioso nato su ispirazione del vescovo ginevrino San Francesco di Sales. Nel 1816 l'edificio fu aggregato al Real Albergo dei Poveri e destinato a scopi assistenziali. Nel 1874 l'amministrazione provinciale dello Stato unitario acquistava il complesso del Sales, dando inizio ad ingenti lavori di ristrutturazione per adibirlo a manicomio: tale funzione assolse infatti tra il 1881 e il 1908. Alla fine degli anni venti iniziarono i lavori di adattamento ad edificio scolastico. In seguito alla suddivisione della struttura originaria, realizzatasi con l'intervento dell'architetto Piacentini, furono ricavati due corpi di fabbrica destinati ad ospitare il liceo “G. B. Vico” e la scuola elementare “V. Cuoco”. 

## Patrimonio didattico-culturale
Il patrimonio didattico-culturale è particolarmente significativo e vanta una biblioteca, intitolata al prof. Giuseppe Gallo, costituita da opere di alta specializzazione nell’area degli studi classici e filosofici. Tra le varie collezioni spiccano quelle dei classici italiani, latini e greci (tra cui le edizioni Teubneriane di Lipsia) pubblicate tra la fine dell’Ottocento e la prima metà del Novecento. Successivamente si è andata ampliando grazie a varie donazioni di notevole interesse (Fondo Lepore, Fondo Martano). Fiore all’occhiello della biblioteca sono alcuni pregiati esemplari del Cinquecento e del Seicento. I Musei scientifici sono articolati in due sezioni: di fisica e di scienze naturali. La sezione di fisica è costituita da una notevole collezione di oltre 300 strumenti ed apparati di elettrostatica, elettromagnetismo, ottica, acustica, meccanica, termologia, risalenti in buona parte ai primi anni del Novecento. Tutto il repertorio museale di fisica è inventariato e consultabile on-line. Il Museo di scienze naturali comprende un settore dedicato alla biologia composto da oltre 150 reperti, che delineano un itinerario evoluzionistico del regno animale, e una serie di plastici relativi al mondo vegetale, all’anatomia ed alla fisiologia umana. Completano l'esposizione museale un’ampia raccolta di minerali e di rocce, una collezione di fossili e una sezione di strumenti geo-astronomici.
Il liceo possiede inoltre ampi spazi adibiti a palestre e a campi da gioco per lo svolgimento di varie discipline e attività sportive.
Nel 2012, per iniziativa della Preside Maria Clotilde Paisio - previa autorizzazione della Soprintendenza Archivistica di Napoli - fu intrapreso il riordino del materiale d’archivio, costituito da documenti didattici ed amministrativi di interesse storico risalenti all'anno di fondazione.